# Calomyscus hotsoni
Calomyscus hotsoni é uma espécie de roedor da família Calomyscidae.
Pode ser encontrada no sudeste do Irã e no sudoeste do Paquistão.